# Taharana ellsburyi
Taharana ellsburyi är en insektsart som beskrevs av Nielson 1982. Taharana ellsburyi ingår i släktet Taharana och familjen dvärgstritar. Inga underarter finns listade i Catalogue of Life.